# Torneo Centroamericano 1973
El Torneo Centroamericano 1973 fue la sexta edición del Torneo Centroamericano de la Concacaf, torneo de fútbol a nivel de clubes de Centroamérica y que contó con la participación de 9 equipos de la región. El ganador estaría en la final de la Copa de Campeones de la Concacaf 1973.
El Deportivo Saprissa de Costa Rica fue el campeón tras vencer en la final a la LD Alajuelense también de Costa Rica.

## Equipos participantes
En cursiva los equipos debutantes en el torneo.
| País                  | Equipo                            |
| --------------------- | --------------------------------- |
| Costa Rica · 2 cupos  | Deportivo Saprissa LD Alajuelense |
| El Salvador · 2 cupos | CD Águila CD Juventud Olímpica    |
| Guatemala · 2 cupos   | CSD Comunicaciones CSD Municipal  |
| Honduras 2 cupos      | CD Olimpia CD Vida                |
| Nicaragua · 1 cupo    | Deportivo Santa Cecilia           |

## Cuadro de desarrollo
|  | Cuartos de final          | Cuartos de final          | Cuartos de final          |   |               | Semifinales                 | Semifinales                 | Semifinales                 |  |  | Final                            | Final                            | Final                            |
|  | 10 de junio - 25 de julio | 10 de junio - 25 de julio | 10 de junio - 25 de julio |   |               | 3 de agosto - 14 de octubre | 3 de agosto - 14 de octubre | 3 de agosto - 14 de octubre |  |  | 21 de noviembre - 5 de diciembre | 21 de noviembre - 5 de diciembre | 21 de noviembre - 5 de diciembre |
|  |                           |                           |                           |   |               |                             |                             |                             |  |  |                                  |                                  |                                  |
|  | Saprissa                  | 2                         | 1                         |   |               |                             |                             |                             |  |  |                                  |                                  |                                  |
|  | Vida                      | 0                         | 0                         |   |               |                             |                             |                             |  |  |                                  |                                  |                                  |
|  | Vida                      | 0                         | 0                         |   | Saprissa      | 0                           | 4                           |                             |  |  |                                  |                                  |                                  |
|  |                           |                           |                           |   | Saprissa      | 0                           | 4                           |                             |  |  |                                  |                                  |                                  |
|  |                           | Comunicaciones            | 1                         | 0 |               |                             |                             |                             |  |  |                                  |                                  |                                  |
|  | Comunicaciones            | Comunicaciones            | 1                         | 0 | 0             | 1                           |                             |                             |  |  |                                  |                                  |                                  |
|  | Comunicaciones            |                           |                           |   | 0             | 1                           |                             |                             |  |  |                                  |                                  |                                  |
|  | Juventud Olímpica         | 0                         | 0                         |   |               |                             |                             |                             |  |  |                                  |                                  |                                  |
|  |                           |                           |                           |   |               |                             |                             |                             |  |  | Saprissa                         | 1                                | 1                                |
|  |                           |                           | Alajuelense               | 0 | 0             |                             |                             |                             |  |  |                                  |                                  |                                  |
|  | Águila                    | 0                         | 0                         |   |               |                             |                             |                             |  |  |                                  |                                  |                                  |
|  | Alajuelense               | 3                         | 1                         |   |               |                             |                             |                             |  |  |                                  |                                  |                                  |
|  | Alajuelense               | 3                         | 1                         |   | Santa Cecilia | 0                           | 1                           |                             |  |  |                                  |                                  |                                  |
|  |                           |                           |                           |   | Santa Cecilia | 0                           | 1                           |                             |  |  |                                  |                                  |                                  |
|  |                           | Alajuelense               | 5                         | 3 |               |                             |                             |                             |  |  |                                  |                                  |                                  |
|  | Olimpia                   | Alajuelense               | 5                         | 3 | 0             | 0                           |                             |                             |  |  |                                  |                                  |                                  |
|  | Olimpia                   |                           |                           |   | 0             | 0                           |                             |                             |  |  |                                  |                                  |                                  |
|  | Municipal                 | 0                         | 1                         |   |               |                             |                             |                             |  |  |                                  |                                  |                                  |

## Cuartos de final

### Saprissa vs Vida
| 10 de junio de 1973 | Vida | 0:2 (0:1) | Saprissa                      | Estadio Francisco Morazán, San Pedro Sula |                                   |
|                     |      |           | C. Solano 44' · G. Solano 85' | Árbitro(s): Marco Antonio Gracias         | Árbitro(s): Marco Antonio Gracias |

| 21 de junio de 1973 | Saprissa      | 1:0 (1:0) (Global 3:0) | Vida | Estadio Ricardo Saprissa, San José                             |                                                                |
|                     | G. Solano 44' |                        |      | Asistencia: 3 776 espectadores Árbitro(s): Jorge Mario Ramírez | Asistencia: 3 776 espectadores Árbitro(s): Jorge Mario Ramírez |

### Comunicaciones vs Juventud Olímpica
| 11 de junio de 1973 | Comunicaciones | 0:0 | Juventud Olímpica | Estadio Mateo Flores, Ciudad de Guatemala |  |
| Se había jugado antes el partido en el mismo estadio y el marcador iba 2-2 pero se canceló por una lluvia torrencial, así que se jugó de nuevo en otra fecha. |                |     |                   |                                           |  |

| 3 de agosto de 1973 | Juventud Olímpica | 0:1 (0:0) (Global 0:1) | Comunicaciones | Estadio Flor Blanca, San Salvador |  |
|                     |                   |                        | Torres 90+6'   |                                   |  |

### Alajuelense vs Águila
| 24 de junio de 1973 | Águila | 0:3 (0:1) | Alajuelense                  | Estadio Flor Blanca, San Salvador |                                  |
|                     |        |           | Sáenz 32, 46' · González 83' | Árbitro(s): Juan Ramón Mollinedo  | Árbitro(s): Juan Ramón Mollinedo |

| 29 de junio de 1973, 11:30                                          | Alajuelense         | 1:0 (0:0) (Global 4:0) | Águila | Estadio Alejandro Morera Soto, Alajuela |                                  |
|                                                                     | Elizondo 55' (pen.) |                        |        | Árbitro(s): Rómulo Méndez Molina        | Árbitro(s): Rómulo Méndez Molina |
| El partido se terminó al minuto 68' debido a una lluvia torrencial. |                     |                        |        |                                         |                                  |

### Municipal vs Olimpia
| 18 de julio de 1973 | Municipal | 0:0 | Olimpia | Estadio Mateo Flores, Ciudad de Guatemala |  |

| 25 de julio de 1973                                                                                  | Olimpia | 0:1 (0:0) (Global 0:1) | Municipal  | Estadio Nacional, Tegucigalpa |                             |
| |         |                        | McNish 90' | Árbitro(s): Juan Soto París   | Árbitro(s): Juan Soto París |
| Después del partido, Municipal se retiró del torneo y su lugar lo tomó el Santa Cecilia de Nicaragua |         |                        |            |                               |                             |

## Semifinales

### Alajuelense vs Santa Cecilia
| 2 de septiembre de 1973 | Alajuelense                                                            | 5:0 (2:0) | Santa Cecilia | Estadio Alejandro Morera Soto, Alajuela |                                |
|                         | González Chacón 14' (pen.) · Piedra 33', 68' · Sáenz 62' · Jiménez 69' |           |               | Árbitro(s): José Rafael Chacón          | Árbitro(s): José Rafael Chacón |

| 9 de septiembre de 1973 | Santa Cecilia    | 1:3 (0:1) (Global 1:8) | Alajuelense                              | Estadio Colegio La Salle, Diriamba |  |
|                         | Colón 71' (pen.) |                        | Sáenz 18' · Elizondo 57' · Obregón 90+3' |                                    |  |

### Saprissa vs Comunicaciones
| 7 de octubre de 1973 | Comunicaciones | 1:0 (0:0) | Saprissa | Estadio Mateo Flores, Ciudad de Guatemala |                           |
|                      | McDonald 75'   |           |          | Árbitro(s): Efren Aguilar                 | Árbitro(s): Efren Aguilar |

| 14 de octubre de 1973 | Saprissa                                                   | 4:0 (2:0) (Global 4:1) | Comunicaciones | Estadio Ricardo Saprissa, San José                                |                                                                   |
|                       | Barquero 38' · Morales 42' · G. Solano 61' · C. Solano 87' |                        |                | Asistencia: 5 586 espectadores Árbitro(s): José Roberto Henríquez | Asistencia: 5 586 espectadores Árbitro(s): José Roberto Henríquez |

## Final

### Ida
| 21 de noviembre de 1973 | Saprissa      | 1:0 (0:0) | Alajuelense | Estadio Ricardo Saprissa, San José      |                                         |
|                         | G. Solano 67' |           |             | Árbitro(s): Luis Paulino Siles Calderón | Árbitro(s): Luis Paulino Siles Calderón |

|            | POR        | Juan Gutiérrez      |  |
|            | DEF        | Fernando Solano     |  |
|            | DEF        | Guillermo Hernández |  |
|            | DEF        | Heriberto Rojas     |  |
|            | DEF        | Wilberth Barquero   |  |
|            | MED        | Fernando Hernández  |  |
|            | MED        | Asdrúbal Paniagua   |  |
|            | DEL        | Edgar Marín         |  |
|            | DEL        | Carlos Solano       |  |
|            | DEL        | Hernán Morales      |  |
|            | DEL        | Gerardo Solano      |  |
| Entrenador | Entrenador | Marvin Rodríguez    |  |

|            | POR        | Manuel Solano     |     |
|            | DEF        | Bernardo Delgado  |     |
|            | DEF        | Carlos Jiménez    |     |
|            | DEF        | José María Agüero |     |
|            | DEF        | Víctor Calvo      |     |
|            | MED        | Mario Barrantes   |     |
|            | MED        | Mario Vega        |     |
|            | DEL        | Ronald Flemings   | 46' |
|            | DEL        | Roberto Ramírez   | 46' |
|            | DEL        | Óscar Solera      |     |
|            | DEL        | Javier Jiménez    |     |
| Entrenador | Entrenador | José Etchegoyen   |     |

|  | DEL | Gerardo Chavarría | 46' |
|  | DEL | Oscar Cordero     | 46' |

| Anotado | 67' | Gerardo Solano | 1:0 |

| Árbitro             | Luis Paulino Siles Calderón |
| Árbitros asistentes | Juan Soto París             |
|                     | José Rafael Chacón          |

|            | POR        | Juan Gutiérrez      |  |
|            | DEF        | Fernando Solano     |  |
|            | DEF        | Guillermo Hernández |  |
|            | DEF        | Heriberto Rojas     |  |
|            | DEF        | Wilberth Barquero   |  |
|            | MED        | Fernando Hernández  |  |
|            | MED        | Asdrúbal Paniagua   |  |
|            | DEL        | Edgar Marín         |  |
|            | DEL        | Carlos Solano       |  |
|            | DEL        | Hernán Morales      |  |
|            | DEL        | Gerardo Solano      |  |
| Entrenador | Entrenador | Marvin Rodríguez    |  |

|            | POR        | Manuel Solano     |     |
|            | DEF        | Bernardo Delgado  |     |
|            | DEF        | Carlos Jiménez    |     |
|            | DEF        | José María Agüero |     |
|            | DEF        | Víctor Calvo      |     |
|            | MED        | Mario Barrantes   |     |
|            | MED        | Mario Vega        |     |
|            | DEL        | Ronald Flemings   | 46' |
|            | DEL        | Roberto Ramírez   | 46' |
|            | DEL        | Óscar Solera      |     |
|            | DEL        | Javier Jiménez    |     |
| Entrenador | Entrenador | José Etchegoyen   |     |

|  | DEL | Gerardo Chavarría | 46' |
|  | DEL | Oscar Cordero     | 46' |

| Anotado | 67' | Gerardo Solano | 1:0 |

| Árbitro             | Luis Paulino Siles Calderón |
| Árbitros asistentes | Juan Soto París             |
|                     | José Rafael Chacón          |

### Vuelta
| 5 de diciembre de 1973                             | Alajuelense | 0:1 (0:1) (Global 0:2) | Saprissa      | Estadio Nacional, San José    |                               |
|                                                    |             |                        | C. Solano 43' | Árbitro(s): Carlos Luis Monge | Árbitro(s): Carlos Luis Monge |
| Saprissa se retiró del torneo después del partido. |             |                        |               |                               |                               |

|            | POR        | Bernardino Chaves     | 46' |
|            | DEF        | Alfonso Estupiñán     |     |
|            | DEF        | Walter Elizondo       |     |
|            | DEF        | José María Agüero     |     |
|            | DEF        | Jorge Enrique Vásquez |     |
|            | MED        | Gerardo Chavarría     |     |
|            | MED        | Rolando Villalobos    |     |
|            | DEL        | Oscar Cordero         |     |
|            | DEL        | Roy Sáenz             |     |
|            | DEL        | Luis Mantegazza       |     |
|            | DEL        | Freddy Miranda        | 46' |
| Entrenador | Entrenador | José Etchegoyen       |     |

|            | POR        | Marco Antonio Rojas |     |
|            | DEF        | Abelardo Alfaro     |     |
|            | DEF        | Jorge Pacheco       |     |
|            | DEF        | Heriberto Rojas     |     |
|            | DEF        | Dagoberto Díaz      |     |
|            | MED        | Carlos Santana      | 46' |
|            | MED        | Asdrúbal Paniagua   | 46' |
|            | DEL        | Francisco Hernández |     |
|            | DEL        | Carlos Solano       |     |
|            | DEL        | Jaime Grant         |     |
|            | DEL        | Gerardo Solano      |     |
| Entrenador | Entrenador | Marvin Rodríguez    |     |

|  | POR | Manuel Solano | 46' |
|  | DEL | Víctor Calvo  | 46' |

|  | MED | Wilberth Barquero | 46' |
|  | MED | Hernán Morales    | 46' |

| Anotado | 43' | Carlos Solano | 1:0 |

| Árbitro             | Carlos Luis Monge  |
| Árbitros asistentes | Miguel Lépiz       |
|                     | Luis Alberto Rojas |

|            | POR        | Bernardino Chaves     | 46' |
|            | DEF        | Alfonso Estupiñán     |     |
|            | DEF        | Walter Elizondo       |     |
|            | DEF        | José María Agüero     |     |
|            | DEF        | Jorge Enrique Vásquez |     |
|            | MED        | Gerardo Chavarría     |     |
|            | MED        | Rolando Villalobos    |     |
|            | DEL        | Oscar Cordero         |     |
|            | DEL        | Roy Sáenz             |     |
|            | DEL        | Luis Mantegazza       |     |
|            | DEL        | Freddy Miranda        | 46' |
| Entrenador | Entrenador | José Etchegoyen       |     |

|            | POR        | Marco Antonio Rojas |     |
|            | DEF        | Abelardo Alfaro     |     |
|            | DEF        | Jorge Pacheco       |     |
|            | DEF        | Heriberto Rojas     |     |
|            | DEF        | Dagoberto Díaz      |     |
|            | MED        | Carlos Santana      | 46' |
|            | MED        | Asdrúbal Paniagua   | 46' |
|            | DEL        | Francisco Hernández |     |
|            | DEL        | Carlos Solano       |     |
|            | DEL        | Jaime Grant         |     |
|            | DEL        | Gerardo Solano      |     |
| Entrenador | Entrenador | Marvin Rodríguez    |     |

|  | POR | Manuel Solano | 46' |
|  | DEL | Víctor Calvo  | 46' |

|  | MED | Wilberth Barquero | 46' |
|  | MED | Hernán Morales    | 46' |

| Anotado | 43' | Carlos Solano | 1:0 |

| Árbitro             | Carlos Luis Monge  |
| Árbitros asistentes | Miguel Lépiz       |
|                     | Luis Alberto Rojas |

## Campeón
Saprissa
Campeón
3° título